# Sick Puppies
Sick Puppies es una banda de rock alternativo, procedentes de Sídney (Australia).

## Historia

### Formación yWelcome to the Real World(1997-2005)
El grupo fue formado por el vocalista y guitarrista Shimon Moore y la bajista Emma Anzai en Mosman High School en 1997, debido a que ambos escuchaban Silverchair. En un principio con Shimon en batería y Emma en guitarra, el dúo tocaba covers de Green Day, Rage Against the Machine y Silverchair antes de comenzar a crear sus propias canciones. Tiempo después, Chris Mileski se unió al grupo para tocar batería.
Sick Puppies comenzó a atraer la atención del país cuando su canción "Nothing Really Matters" ganó Unearthed de la radio Triple J en 2001. Ese mismo año, lanzaron su primer álbum titulado Welcome to the Real World y fueron votados como la "mejor actuación en vivo" en un festival de rock en Sídney. El álbum incluiría un cover de la canción de Destiny's Child "Say My Name", tocada en un estilo nu metal, pero no fue incluida debido a una demanda de la discográfica de Destiny's Child. Sin embargo la canción fue filtrada y puede ser encontrada en sitios web.

### Dressed Up as Life(2006-2008)
Su tercer EP, Headphone Injuries, fue lanzado en junio de 2006. Además lanzaron un sencillo/vídeo titulado "My World". El 26 de septiembre de 2006, Sick Puppies lanzó un nuevo sencillo titulado "All the Same", el vídeo de esta canción mostraba la historia de Juan Mann, un hombre conocido en Sídney por crear una campaña de Abrazos Gratis. El vídeo (que ha recibido cerca de 30 millones de visitas en YouTube) ayudó al grupo a tener presentaciones en Estados Unidos y Canadá. La canción alcanzó el 11.er puesto en la lista Modern Rock Tracks de Billboard. El segundo álbum de Sick Puppies, Dressed Up as Life, se lanzó el 3 de abril de 2007 a través de Virgin Records . El 21 de abril, el álbum quedó cuarto en la lista Top Heatseekers de Billboard en Estados Unidos.

### Tri-Polar(2009-2012)
La banda regresó de nuevo en el estudio de grabación en diciembre de 2008 para escribir, grabar y producir su siguiente álbum de estudio, que fue lanzado el 14 de julio de 2009. La banda dijo el 13 de marzo de 2009 que su nuevo disco Tri-Polar está bastante cerca de ser terminado. El primer sencillo lanzado a la luz fue "You're Going Down". También escribieron la canción para Street Fighter IV, el videojuego de Capcom, titulada "Street Fighter (War)", que fue la utilizada en los anuncios del videojuego. Esta canción alcanzó el top 40 en la lista de iTunes de canciones rock. Sin embargo no fue considerada como sencillo en el álbum Tri-Polar. La canción "You're Going Down" se usó como tema principal del evento PPV de la WWE Extreme Rules 2009 en junio de 2009, además de ser una de las canciones del videojuego WWE Smackdown vs. Raw 2010.

## Miembros
- Emma Anzai - bajo, coros (1997–presente)
- Mark Goodwin - batería (2003–presente)
- Bryan Scott - vocalista, guitarra (2016-presente)

### Miembros pasados
- Chris Mileski - batería (1997–2005)
- Shimon Moore - vocalista, guitarra (1997–2014)

## Discografía
Álbumes de estudio
- 2001: Welcome to the Real World
- 2007: Dressed Up as Life
- 2009: Tri-Polar
- 2013: Connect
- 2016: Fury

### Álbumes
| Año                                                  | Detalles del álbum                                                                          | Posición más alta | Posición más alta | Posición más alta | Posición más alta | Posición más alta | Posición más alta |
| Año                                                  | Detalles del álbum                                                                          | US                | US Heat           | US Alt            | US Rock           | NZ                | UK                |
| ---------------------------------------------------- | ------------------------------------------------------------------------------------------- | ----------------- | ----------------- | ----------------- | ----------------- | ----------------- | ----------------- |
| 2001                                                 | Welcome to the Real World - Lanzado: 3 de septiembre de 2001 - Sello discográfico: Sony BMG | —                 | —                 | —                 | —                 | —                 | —                 |
| 2007                                                 | Dressed Up as Life - Lanzado: 3 de abril de 2007 - Sello discográfico: Virgin               | 181               | 4                 | —                 | —                 | —                 | —                 |
| 2009                                                 | Tri-Polar - Lanzado: 14 de julio de 2009 - Sello discográfico: Virgin                       | 31                | —                 | 9                 | 12                | 17                | 148               |
| 2013                                                 | Connect - Fecha: 16 de junio de 2013 - Sello discográfico: Capitol                          | 31                | —                 | 9                 | 12                | 17                | 148               |
| 2016                                                 | Fury - Fecha: 20 de mayo de 2016 - Sello discográfico: DrillDown Entertainment Group LLC    |                   | —                 |                   |                   |                   |                   |
| "—" corresponde a álbumes que no estuvieron en chart |                                                                                             |                   |                   |                   |                   |                   |                   |

### EP
| Año  | Detalles del álbum                                                     | Posición más alta | Posición más alta | Posición más alta | Posición más alta |
| Año  | Detalles del álbum                                                     | US                | US Hard Rock      | US Alt            | US Rock           |
| ---- | ---------------------------------------------------------------------- | ----------------- | ----------------- | ----------------- | ----------------- |
| 1999 | Dog's Breakfast - Lanzado: 1999 - Sello discográfico: S&M Records      | -                 | -                 | -                 | -                 |
| 2003 | Fly - Lanzado: 2003 - Sello discográfico: Independiente                | —                 | —                 | —                 | —                 |
| 2006 | Headphone Injuries - Lanzado: 2006 - Sello discográfico: Independiente | —                 | —                 | —                 | —                 |
| 2006 | Sick Puppies EP - Lanzado: 2006 - Sello discográfico: Virgin           | —                 | —                 | —                 | —                 |
| 2010 | Live & Unplugged - Lanzado: 2010 - Sello discográfico: Virgin          | —                 | —                 | —                 | —                 |
| 2011 | Polar Opposite - Lanzado: 2011 - Sello discográfico: Virgin            | 94                | 4                 | 9                 | 24                |

### Sencillos
| Año                                                    | Título                     | Posición más alta | Posición más alta | Posición más alta | Posición más alta | Posición más alta | Posición más alta | Posición más alta | Posición más alta | Posición más alta | Álbum                     |
| Año                                                    | Título                     | US                | US Main           | US Alt            | US Rock           | US Pop            | US Adult          | NL                | CAN               | UK                | Álbum                     |
| ------------------------------------------------------ | -------------------------- | ----------------- | ----------------- | ----------------- | ----------------- | ----------------- | ----------------- | ----------------- | ----------------- | ----------------- | ------------------------- |
| 2001                                                   | "Nothing Really Matters"   | —                 | —                 | —                 | —                 | —                 | —                 | —                 | —                 | —                 | Welcome to the Real World |
| 2001                                                   | "Every Day"                | —                 | —                 | —                 | —                 | —                 | —                 | —                 | —                 | —                 | Welcome to the Real World |
| 2001                                                   | "Rock Kids"                | —                 | —                 | —                 | —                 | —                 | —                 | —                 | —                 | —                 | Welcome to the Real World |
| 2003                                                   | "Fly"                      | —                 | —                 | —                 | —                 | —                 | —                 | —                 | —                 | —                 | Fly                       |
| 2006                                                   | "All the Same"             | —                 | 36                | 8                 | —                 | —                 | —                 | —                 | —                 | —                 | Dressed Up as Life        |
| 2007                                                   | "My World"                 | —                 | —                 | 20                | —                 | —                 | —                 | —                 | —                 | —                 | Dressed Up as Life        |
| 2008                                                   | "What Are You Looking For" | —                 | —                 | 34                | —                 | —                 | —                 | —                 | —                 | —                 | Dressed Up as Life        |
| 2008                                                   | "Pitiful"                  | —                 | —                 | —                 | —                 | —                 | —                 | —                 | —                 | —                 | Dressed Up as Life        |
| 2009                                                   | "You're Going Down"        | 108               | 2                 | 11                | 8                 | —                 | —                 | —                 | —                 | —                 | Tri-Polar                 |
| 2009                                                   | "Odd One"                  | —                 | 6                 | 15                | 10                | —                 | —                 | —                 | —                 | —                 | Tri-Polar                 |
| 2010                                                   | "Maybe"                    | 56                | 20                | 6                 | 15                | 22                | 8                 | 96                | 99                | 130               | Tri-Polar                 |
| 2011                                                   | "Riptide"                  | —                 | 4                 | 14                | 9                 | —                 | —                 | —                 | —                 | —                 | Tri-Polar                 |
| 2013                                                   | "There's No Going Back"    | —                 | —                 | —                 | —                 | —                 | —                 | —                 | —                 | —                 |                           |
| 2013                                                   | "Gunfight"                 | —                 | —                 | —                 | —                 | —                 | —                 | —                 | —                 | —                 |                           |
| 2013                                                   | "Connect"                  | —                 | —                 | —                 | —                 | —                 | —                 | —                 | —                 | —                 |                           |
| "—" corresponde a sencillos que no estuvieron en chart |                            |                   |                   |                   |                   |                   |                   |                   |                   |                   |                           |